# Diecezja Guarapuava
Diecezja Guarapuava (łac. Dioecesis Guarapuavensis) – diecezja Kościoła rzymskokatolickiego w Brazylii. Należy do metropolii Kurytyba, wchodzi w skład regionu kościelnego Sul 2. Została erygowana przez papieża Pawła VI bullą Christi vices w dniu 16 grudnia 1965. 